# Красевичи (Минская область)
Красевичи (бел. Красевiчы), также Карасевичи (бел. Карасевiчы) — деревня в Червенском районе Минской области. Входит в состав Смиловичского сельсовета.

## Географическое положение
Находится примерно в 27 километрах к западу от райцентра, в 38 км к юго-востоку от Минска, в 20 км от железнодорожной станции Руденск линии Минск-Осиповичи, на правом берегу реки Волма.

## История
На 1858 год населённый пункт существовал как фольварок помещика А. Войницкого и входил в состав Игуменского уезда Минской губернии. Согласно переписи населения Российской империи 1897 года, имение в Смиловичской волости, 1 двор, где проживали 6 человек. На начало XX века здесь было 4 жителя. К 1917 году население возросло до 41 человека. В 1923 году имение преобразовано в посёлок. На 20 августа 1924 года деревня, вошедшая в состав вновь образованного Корзуновского сельсовета Смиловичского района Минского округа (с 20 февраля 1938 — Минской области). 18 января 1931 года передана в Пуховичский район, 12 февраля 1935 года — в Руденский район. Согласно Переписи населения СССР 1926 года в деревне было 20 дворов, проживал 101 человек. Во время Великой Отечественной войны деревня была оккупирована немцами в конце июня 1941 года, 4 её жителя не вернулись с фронта. Освобождена в начале июля 1944 года. В 1954 году в связи с упразднением Корзуновского сельсовета вошла в Смиловичский сельсовет. 20 января 1960 года деревня была передана в Червенский район, тогда там насчитывалось 167 жителей. В 1980-е годы деревня относилась к Смиловичскому совхозу-техникуму. По итогам переписи населения Белоруссии 1997 года в деревне насчитывалось 24 дома и 40 жителей. На 2013 год 9 жилых домов, 15 жителей.

## Население
- 1897 — 1 двор, 6 жителей
- начало XX века — 1 двор, 4 жителя
- 1917 — 1 двор, 41 житель
- 1926 — 20 дворов, 101 житель
- 1960 — 167 жителей
- 1997 — 24 двора, 40 жителей
- 2013 — 9 дворов, 15 жителей